# Lijst van Alarmschijven in 1972
Deze hits waren in 1972 Alarmschijf op Radio Veronica:
| Nr. | Datum        | Artiest                                                                                    | Titel                                 | Hoogste positie in Top 40 |
| --- | ------------ | ------------------------------------------------------------------------------------------ | ------------------------------------- | ------------------------- |
| 112 | 1 januari    | Bob Dylan                                                                                  | George Jackson                        | 12                        |
| 113 | 8 januari    | Dizzy Man's Band                                                                           | A matter of facts                     | 5                         |
| 114 | 15 januari   | Elvis Presley                                                                              | I Just Can't Help Believing           | 4                         |
| 115 | 22 januari   | Seemon & Marijke                                                                           | I Saw You                             | 2                         |
| 116 | 29 januari   | Don McLean                                                                                 | American Pie                          | 11                        |
| 117 | 5 februari   | Cat Stevens                                                                                | Morning Has Broken                    | 5                         |
| 118 | 12 februari  | Slade                                                                                      | Look Wot You Dun                      | 2                         |
| 119 | 19 februari  | Joe Cocker                                                                                 | Feelin' Alright                       | 14                        |
| 120 | 26 februari  | Sandra & Andres                                                                            | Als het om de liefde gaat             | 3                         |
| 121 | 4 maart      | Peter & zijn Rockets                                                                       | Mij Oh Mij                            | 15                        |
| 122 | 11 maart     | Think Tank                                                                                 | Together                              | 14                        |
| 123 | 18 maart     | Middle of the Road                                                                         | The Talk of All the U.S.A.            | 1(2wk)                    |
| 124 | 25 maart     | Imca Marina                                                                                | Viva España                           | 15                        |
| 125 | 1 april      | Ringo Starr                                                                                | Back Off Boogaloo                     | 10                        |
| 126 | 8 april      | Dr. Hook & the Medicine Show                                                               | Sylvia's Mother                       | 3                         |
| 127 | 15 april     | Axis                                                                                       | Ela ela                               | 3                         |
| 128 | 22 april     | Rolling Stones                                                                             | Tumbling Dice                         | 6                         |
| 129 | 29 april     | Juan Bastós                                                                                | Holy Goly Girl                        | 10                        |
| 130 | 6 mei        | Neil Diamond                                                                               | Song Sung Blue                        | 4                         |
| 131 | 13 mei       | Mouth & MacNeal                                                                            | Hello-a                               | 1(6wk)                    |
| 132 | 20 mei       | Creedence Clearwater Revival                                                               | Someday Never Comes                   | 13                        |
| 133 | 27 mei       | Greenfield & Cook                                                                          | Where                                 | 12                        |
| 134 | 3 juni       | The Buoys                                                                                  | Give Up Your Guns                     | 5                         |
| 135 | 10 juni      | Procol Harum                                                                               | Conquistador                          | 8                         |
| 136 | 19 juni      | Julio Iglesias                                                                             | Un Canto A Galicia                    | 1(1wk)                    |
| 137 | 24 juni      | Sandy Coast                                                                                | Summertrain                           | 6                         |
| 138 | 1 juli       | Lenny Kuhr                                                                                 | Les Enfants                           | 18                        |
| 139 | 8 juli       | Gary Glitter                                                                               | Rock And Roll Part 1                  | 7                         |
| 140 | 15 juli      | Chris Hodge                                                                                | We're On Our Way                      | 26                        |
| 141 | 22 juli      | The Popcorn Makers / Hot Butter / Anarchic System                                          | Popcorn                               | 1(7wk)                    |
| 142 | 29 juli      | Glenn Miller Orchestra                                                                     | In the Mood                           | 15                        |
| 143 | 5 augustus   | Bread                                                                                      | The guitar man                        | 13                        |
| 144 | 12 augustus  | George Baker Selection                                                                     | I'm On My Way                         | 7                         |
| 145 | 19 augustus  | Nino Bravo                                                                                 | Un Beso Y Una Flor                    | 18                        |
| 146 | 26 augustus  | Cornelis Vreeswijk                                                                         | Veronica                              | 12                        |
| 147 | 2 september  | Mott the Hoople                                                                            | All The Young Dudes                   | 27                        |
| 148 | 9 september  | Sandra & Andres                                                                            | Mama mia                              | 12                        |
| 149 | 16 september | The Sweet                                                                                  | Wig Wam Bam                           | 6                         |
| 150 | 23 september | Hurricane Smith                                                                            | Who Was It                            | 13                        |
| 151 | 30 september | Vader Abraham en zijn Goede Zonen, Jacques Herb & de Makkers                               | Veronica 538                          | 9                         |
| 152 | 7 oktober    | Rika Zaraï                                                                                 | Les Beaux Jours                       | tip1                      |
| 153 | 14 oktober   | Freddy Breck                                                                               | Überall Auf Der Welt                  | 7                         |
| 154 | 21 oktober   | Peter Skellern                                                                             | You're a Lady                         | 2                         |
| 155 | 28 oktober   | Gerard Cox                                                                                 | 1948 (Toen was geluk heel gewoon)     | 21                        |
| 156 | 4 november   | Dizzy Man's Band                                                                           | Shocking                              | 17                        |
| 157 | 11 november  | Demis Roussos, Vicky Leandros, Sandra & Andres, Enrico Macias, Hildegard Knef & Alice Babs | Auntie                                | 4                         |
| 158 | 18 november  | Elvis Presley                                                                              | Burning Love                          | 19                        |
| 159 | 25 november  | Albert Hammond                                                                             | It Never Rains in Southern California | 26                        |
| 160 | 2 december   | Aphrodite's Child                                                                          | Break                                 | 30                        |
| 161 | 9 december   | Wings                                                                                      | Hi, Hi, Hi                            | 6                         |
| 162 | 16 december  | John Lennon & Yoko Ono, Plastic Ono Band & Harlem Community Choir                          | Happy Xmas (War is over)              | 6                         |
| 163 | 23 december  | The Temptations                                                                            | Papa Was A Rollin' Stone              | 5                         |
| 164 | 30 december  | Hurricane Smith                                                                            | My Mother Was Her Name                | 23                        |

1969 ·
1970 ·
1971 ·
1972 ·
1973 ·
1974 ·
1975 ·
1976 ·
1977 ·
1978 ·
1979 ·
1980 ·
1981 ·
1982 ·
1983 ·
1984 ·
1985 ·
1986 ·
1987 ·
1988 ·
1989 · 
1990 · 
1991 · 
1992 · 
1993 · 
1994 · 
1995 · 
1996 · 
1997 · 
1998 · 
1999 · 
2000 · 
2001 · 
2002 · 
2003 · 
2004 · 
2005 · 
2006 · 
2007 · 
2008 · 
2009 ·
2010 ·
2011 ·
2012 ·
2013 ·
2014 ·
2015 ·
2016 ·
2017 ·
2018 ·
2019 ·
2020 ·
2021 ·
2022 ·
2023 ·
2024 ·
2025